# Luftfartsskydd
Luftfartsskydd är de åtgärder och personella och materiella resurser som syftar till att skydda civil luftfart mot olagliga handlingar. 

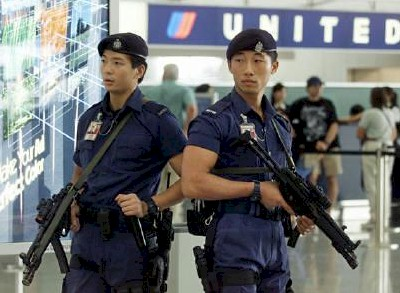
Luftfartsskyddspatrull i Hongkong

Internationellt stipuleras gemensamma minimikrav för luftfartsskyddet i Chicagokonventionens annex 17. Enligt konventionen skall fördragsslutande stater vidta åtgärder för att skydda den civila luftfarten mot olagliga handlingar. Definitionen av olagliga handlingar inkluderar bland annat kapning, sabotage, gisslansituationer på flygplan eller på flygplats, intrång på flygplats eller luftfartyg samt medförande av vapen eller andra farliga föremål.
Åtgärder för att upprätthålla luftfartsskyddet inkluderar bland annat säkerhetskontroller, patruller, barriärer och "behaviour detection".

## Luftfartsskydd i EU
Inom EU har man antagit gemensamma minimikrav för luftfartsskyddet som definieras i Europaparlamentets och rådets förordning (EG) nr 300/2008. Detaljerade bestämmelser finns bland annat i kommissionens genomförandeförordning (EU) 2015/1998 och kommissionens genomförandebeslut C(2015) 8005.  
Bland annat finns en EU-gemensam lista över föremål som är förbjudna att ta ombord på luftfartyg eller att ta in på behörighetsområden.
De enskilda länderna har rätt att införa strängare krav.

## Luftfartsskydd i Sverige
Transportstyrelsen är samordnande och övervakande myndighet i frågor som rör luftfartsskyddet och är behörig myndighet att ge ut föreskrifter på luftfartsskyddets område. Den viktigaste föreskriften på området är Transportstyrelsens föreskrifter om luftfartsskydd (TSFS 2020:80). Det praktiska luftfartsskyddsarbetet utförs av godkända verksamhetsutövare och av säkerhetspersonal som godkänts av Transportstyrelsen.
Flygbolagen ansvarar för luftfartsskyddet under flygningen.
Flygplatsen ansvarar för luftfartsskyddet på flygplatsen samt att det finns tillräckligt mycket och tillräckligt kompetent säkerhetspersonal för att säkerställa luftfartsskyddet. Flygplatshållaren ansvarar för säkerhetskontrollens utrustning, bemanning och lokaler. Flygplatsoperatören ansvarar för att flygplatsen patrulleras för att upptäcka personer som uppträder misstänkt och för att identifiera säkerhetsbrister. Flygplatsen ansvarar också för att det finns planering och lämplig organisation för att hantera särskilda händelser som flygplanskapning, sabotage, bombhot, påträffande av misstänkt farliga föremål och avstängning av allmänna ytor.

### Luftfartsskyddspersonal
Säkerhetspersonal känns igen på funktionsbeteckningen “Airport Security”.
Säkerhetspersonal inom luftfarten genomgår säkerhetsprövning enligt EU-regler samt enligt svenska säkerhetsskyddslagen, personalen ska sedan placeras i säkerhetsklass.
Verksamhetsutövaren ansvarar för att säkerhetspersonalen har den utbildning som krävs enligt EU-bestämmelser. Transportstyrelsen utfärdar efter ansökan ett godkännande för säkerhetspersonalen.

#### Transportstyrelsen godkänner säkerhetspersonal i sex kategorier
1. säkerhetspersonal som utför säkerhetskontroll av passagerare, kabinbagage och lastrumsbagage
2. säkerhetspersonal som utför säkerhetskontroll av andra personer än passagerare och medförda föremål
3. säkerhetspersonal som utför säkerhetskontroll av frakt
4. säkerhetspersonal som utför säkerhetskontroll av flygföretagens post och materiel, förnödenheter för användning ombord och förnödenheter till flygplatsen
5. säkerhetspersonal som utför inspektion av fordon
6. säkerhetspersonal som utför tillträdeskontroll, övervakning och patrullering.[19]

Säkerhetspersonalen kan ha många olika uppgifter och roller samtidigt, några funktioner som förekommer inom luftfartsskyddet är flygplatskontrollanter och skyddsvakter. En befattningshavare kan exempelvis vara 'säkerhetspersonal som utför patrullering' samtidigt som den är skyddsvakt.

Den som ska arbeta med säkerhetskontroll av passagerare måste vara både godkänd 'säkerhetspersonal som utför säkerhetskontroll av passagerare' och förordnad av polismyndigheten enligt lag om luftfartsskydd. Förordnande från polismyndigheten krävs inte för de som arbetar i kontrollen och är polismän. Polismyndigheten ansvarar för ledningen av arbetet i säkerhetskontrollen.

### Befogenheter
Säkerhetspersonalen har befogenhet att avvisa eller avlägsna personer som är obehöriga, stör ordningen eller äventyrar flygsäkerheten eller luftfartsskyddet. Är säkerhetspersonalen samtidigt flygplatskontrollant och/eller skyddsvakt har de ytterligare befogenheter enligt lag om luftfartsskydd respektive skyddslagen och de hämtar då normalt lagstöd för användning av tvångsmedel därifrån. 
Säkerhetspersonalen har förstärkt tjänstemannaskydd genom särskild lag.